# 자키 뮈나롱
자크 "자키" 뮈나롱(프랑스어: Jacques "Jacky" Munaron, 1956년 9월 8일, 나뮈르 주 나뮈르 ~)은 벨기에의 전직 축구 골키퍼로, 2017년부터 할러-호이크 감독으로 역임중이다.

## 선수 경력
유년 시절, 뮈나롱은 디낭에서 축구를 시작했고, 이후 1군 선수단에 합류했다. 당시 디낭은 3부 리그 소속 구단이었다. 1974년, 안데를레흐트가 뮈나롱을 발굴하면서 그를 브뤼셀로 데려갔다.
그는 이 곳에서 처음에 네덜란드인 골키퍼이자 당시 주전이었던 얀 라위터르의 후보 선수로 대기했었다. 이후, 그는 주전이 되었지만, 또다른 네덜란드인 니코 더 브레이를 영입하면서 다시 후보로 밀려났다.
뮈나롱은 출전 기회를 잡아 빠르게 안데를레흐트의 주전 수문장으로 등극했다. 라위터르가 1977년에 구단을 떠나고 더 브레이가 1980년에 방출되었지만, 그는 계속해서 잔류했다. 그는 안데를레흐트 소속으로 1974년부터 1989년까지 15년을 활약했다. 그 동안, 그는 안데를레흐트를 4차례 리그 우승과 4차례 컵대회 우승으로 이끌었다. 그는 안데를레흐트의 1983년 UEFA컵 결승전에 출전해 우승에 일조하기도 했다.
1988년, 그는 다시 치열한 주전 경쟁을 벌였다. 뮈나롱의 나이가 들면서 신예 필리프 더 빌더가 더 자주 기용되었다. 그 결과, 뮈나롱은 1989년에 RFCL로 이적했다. 그는 리에주 연고 구단으로 1990년 벨기에 컵을 또다시 우승했다.
1992년, 스탕다르 리에주는 뮈나롱을 RFCL에서 영입하여 이적을 성사시켰다. 당시 36세였던 뮈나롱은 1990년대 초반 스탕다르의 주전이었던 질베르 보다르의 후보를 맡았다.
1995년, 뮈나롱은 에인드라흐트 알스트에 합류했지만, 1996년에 은퇴를 결정했다. 그는 현역 시절에 벨기에 국가대표팀 경기도 8번 출전했었다.

## 은퇴 후 경력
현역 은퇴 후, 뮈나롱은 지도자가 되었다. 그는 벨기에 국가대표팀, 안데를레흐트 외에도 튀르키예의 트라브존스포르에서 골키퍼 코치를맡았다. 2010-11 시즌을 기점으로, 그는 헨트에서 근무했지만, 2014-15 시즌 초에 결별했다. 그는 덴더르에 입단해 골키퍼 코치가 되었다. 그는 여러 구단을 전전하다가 무스크롱(벨기에 1부 리그)의 골키퍼 코치로 취임했다.
2016-17 시즌 후, 뮈나롱은 무스크롱 수뇌부로부터 무례하게 쫓겨났고, 축구를 그만두고 풋살에 발을 들이기 시작했다. 2017년 7월 1일 기준으로, 뮈나롱은 할러-호이크(풋살 1부 리그에서 3년 연속 벨기에 1부 리그 우승)의 골키퍼 코치가 되었다. 그는 또다시 최상위 무대를 누볐는데, 할러-호이크는 당시 풋살 챔피언스리그를 참가했었다.

## 수상

### 선수
안데를레흐트
- 벨기에 1부 리그: 1980–81, 1984–85, 1985–86, 1986–87
- 벨기에 컵: 1974-75, 1975–76, 1987–88, 1988–89
- 벨기에 슈퍼컵: 1985, 1987
- 유러피언 컵위너스컵
  - 우승: 1975–76, 1977–78
  - 준우승: 1976-77
- 유러피언 슈퍼컵: 1976, 1978
- UEFA컵
  - 우승: 1982–83
  - 준우승: 1983-84
- 암스테르담 투르노이: 1976[3]
- 트로페 쥘 파파에르: 1977, 1983, 1985[4]
- 벨기에 스포츠 공로상: 1978[5]
- 마탠 브뤼주아즈: 1985, 1988[6]

RFCL
- 벨기에 컵: 1989-90[7]

스탕다르 리에주
- 벨기에 컵: 1992-93[8]

### 골키퍼 코치
안데를레흐트
- 벨기에 프로 리그: 2000, 2001, 2004, 2006, 2007
- 벨기에 슈퍼컵: 2000, 2001, 2006, 2007
- 챔피언스리그 예선 참여: 2000, 2001, 2002, 2003, 2004, 2005
  - 2라운드 진출: 2001
- 유럽 선수권 대회 참가: 2000
- 월드컵 참가: 2002
- 하계 올림픽 참가: 2008(U-21 국가대표팀) - 4위